# Île Coton
L'île Coton est une île sur la Loire, en France.
L'île est située au milieu du fleuve, sur le territoire des communes d'Ancenis-Saint-Géréon et Orée d'Anjou. Elle mesure 2,4 km de long et 400 m de large, pour une superficie de 62 ha.
L'île n'est pas reliée à la rive par un pont.